# Liste der Richter am Volksgerichtshof
Diese Liste der Richter am Volksgerichtshof in Berlin verzeichnet nur hauptamtliche Richter am Volksgerichtshof. Juristen, die am VGH als Richter und als Staatsanwalt tätig waren, sind ebenfalls aufgelistet. Falls Richter nach 1945 im juristischen Dienst in der Bundesrepublik Deutschland oder in den Westsektoren von Berlin weiterhin wirkten, werden diese Zeiten genannt. Die genauen Amtsbezeichnungen der Richter werden nicht aufgeführt, weil diese keine Information über ihre Aufgaben und Funktionen am VGH ergeben. Meistens waren sie im Rang eines Amtsgerichtsrats, Landgerichtsdirektors u. a. am VGH tätig. Falls Titel und/oder eine Funktion der Richter genannt werden, hatten sie diese am VGH inne.

## Liste

### A
- Kurt Albrecht (1885–1962), Senatspräsident, NSDAP-Mitglied (Nr. 2.655.431) seit 1. Mai 1933
- Hans-Dietrich Arndt (1909–1969), Ermittlungsrichter; nach 1945 Senatspräsident am Oberlandesgericht Koblenz

### B
- Bernhard Bach (1896–1962)
- Walter Brem (* 1902), Ermittlungsrichter, dann Staatsanwalt; nach 1945 Landgerichtsdirektor in Nürnberg-Fürth bis August 1965
- Wilhelm Bruner (* 1875), Senatsvorsitzender, geschäftsführender VGH-Präsident 1934–1936, von 1. Mai 1936 bis 31. März 1939 Vizepräsident am Reichsgericht Leipzig

### C
- Erich Carmine (* 1906), nach 1945 Amtsgerichtsrat in Nürnberg
- Herbert Cecka (1900–1950 für tot erklärt)
- Wilhelm Crohne (1880–1945), Vizepräsident, NSDAP-Mitglied (Nr. 1.331.607) seit 1. September 1932

### D
- Otto Dahl (* 1895)
- Heinrich Anton Dengler (1896–1955), NSDAP-Mitglied (Nr. 3.409.732) seit 1. Mai 1933
- Georg Ernst Diescher (1893–1971)
- Hans Diester (1896–1975)
- Hans Duve (1902–1945), NSDAP-Mitglied (Nr. 3.551.972) seit 1. Mai 1933

### E
- Karl Engert (1877–1951), Vizepräsident und SS-Oberführer, Angeklagter im Nürnberger Juristenprozess, NSDAP-Mitglied (Nr. 57.331) seit 2. März 1927

### F
- Robert Falckenberg (1889–1944), NSDAP-Mitglied (Nr. 5.827.205)
- Wladimir Fikeis (auch: Waldemar Fikeis) (1899–1945), NSDAP-Mitglied (Nr. 6.386.137) seit 1. Mai 1938
- Johannes Frankenberg (* 1906), Ermittlungsrichter; nach 1945 Oberamtsrichter in Münnerstadt
- Roland Freisler (1893–1945), VGH-Präsident 1942–1945
- Andreas Fricke (* 1903), Ermittlungsrichter; nach 1945 Landgerichtsrat in Braunschweig bis 1969

### G
- Hermann Granzow (1877–1948), Volksgerichtsrat
- Wilhelm Grendel (1902–?), NSDAP-Mitglied (Nr. 5.975.352) seit 1. Mai 1937; nach 1945 Oberlandesgerichtsrat in Celle (1966)
- Hermann Richard Greulich (1890–1945), Volksgerichtsrat, NSDAP-Mitglied (Nr. 2.592.982) seit 1. Mai 1933
- Josef Großpietsch (1892–1946), NSDAP-Mitglied (Nr. 6.199.944) seit 1. Mai 1938

### H
- Harry Haffner (1900–1969), VGH-Präsident 1945
- Erich Hammel (* 1906), nach 1945 Landgerichtsdirektor in Duisburg bis 1964
- Walter Hartmann (1887–1945), Senatspräsident, NSDAP-Mitglied (Nr. 2.448.112) seit 1. Mai 1933
- Paul Haumann (1902–1975), nach 1945 als Rechtsanwalt in Hamm
- Hermann Heider (1901–1984), NSDAP-Mitglied (Nr. 1.666.250) seit 1. Mai 1933; nach 1945 Rechtsanwalt in Hamburg
- Paul Hellrung (* 1898), Ermittlungsrichter; nach 1945 Landgerichtsrat in Konstanz bis 1964

### I
- Josef Illner (* 1897), Volksgerichtsrat; seit 6. Januar 1946 verschollen
- Rudolf Indra (* 1901), Ermittlungsrichter; nach 1945 Landgerichtsdirektor in Gießen bis 1966

### J
- Richard Ludwig Jank (1895–1979)
- Bruno Jasching (1888–1967)
- Ernst Jenne (* 1879), Volksgerichtsrat, NSDAP-Mitglied (Nr. 385.835) seit 1. Dezember 1930
- Jezek (* 1913), NSDAP-Mitglied (Nr. 6.783.481) seit 1. November 1938

### K
- Alois Klein (* 1899)
- Alfred Köhler (1883–1945), Senatspräsident
- Johannes Köhler (1897–1968), NSDAP-Mitglied (Nr. 4.961.466) seit 1. Mai 1937[1]

### L
- Karl Ladewig (* 1896), NSDAP-Mitglied (Nr. 2.649.660) seit 1. Mai 1933
- Paul Lämmle (1892–1945), Volksgerichtsrat
- Alfred Leberl (1900–1962), Ermittlungsrichter; nach 1945 Landgerichtsrat in Heilbronn
- Arno von Lenski (1893–1986), nach 1945 Mitglied des Hauptausschusses der NDPD, Abgeordneter in der Volkskammer, General der NVA, u. a. ausgezeichnet mit der Medaille für Kämpfer gegen den Faschismus 1933 bis 1945, Präsident des deutschen Pferdesportverbandes der DDR
- Jakob Lob (* 1902–nach 1948)
- Günther Löhmann (1886–1972), Volksgerichtsrat, NSDAP-Mitglied (Nr. 1.866.712) seit 1. Mai 1933
- Adam Lorenz (* 1901), nach 1945 Amtsgerichtsrat in Düsseldorf
- Johannes Lorenz (* 1907), nach 1945 Kammergerichtsrat in Westberlin bis 1970
- Ludwig Luger (* 1891), nach 1945 Landgerichtsrat in Mannheim

### M
- Bruno Otto Paul Makart (1893–1959), nach 1945 Verwaltungsgerichtsdirektor in Köln
- Ernst Mantel (1897–1971), u. a. Untersuchungsrichter an Volksgerichtshof, Richter am Sondergericht München
- Johannes Heinrich Wilhelm Merten (1890–1947), Volksgerichtsrat
- Gerhard Mittendorf (1893–1950), NSDAP-Mitglied (Nr. 2.658.484) seit 1. Mai 1933
- Johannes Mörner (1898–1969), Volksgerichtsrat, NSDAP-Mitglied (Nr. 2.673.666) seit 1. Mai 1933; nach 1945 Rechtsanwalt in Hamburg-Altona
- Hans Müller (* 1906)
- Karl Müller (1890–1959), Volksgerichtsrat; nach 1945 Amtsgerichtsrat in Bad Kreuznach
- Wolfgang Münstermann (1898–1971), nach 1945 Rechtsanwalt in Celle

### N
- Günther Nebelung (1896–1970), Senatspräsident und SA-Sturmführer, NSDAP-Mitglied (Nr. 74.371) seit 1. Januar 1928; nach 1945 Rechtsanwalt in Seesen
- Herbert Hilmar Robert Nötzold (1903–1968)

### O
- Albrecht Ochs, Ermittlungsrichter

### P
- Waldemar Pfeifer (* 1883)
- Pieper
- Heinrich 'Heinz' Preussner (* 1900; 1950 für tot erklärt), Landgerichtsdirektor, NSDAP-Mitglied (Nr. 962.421) seit 1. März 1932

### R
- Wilhelm Raszat (* 1898; 1945 für tot erklärt), NSDAP-Mitglied (Nr. 1.734.252) seit 1. April 1933
- Fritz Rehn (1874–1934), vorläufiger VGH-Präsident 1934
- Hans-Joachim Rehse (1902–1969), NSDAP-Mitglied (Nr. 2.768.045) seit 1. Mai 1933
- Paul Reimers (1902–1984), NSDAP-Mitglied (Nr. 2.817.533) seit 1. Mai 1933; nach 1945 Landgerichtsrat in Ravensburg
- Rinke (* 1900)
- Hans-Ulrich von Ruepprecht (1911–2006), Ermittlungsrichter; nach 1945 Oberlandesgerichtsrat in Stuttgart bis 1976

### S
- Friedrich Andreas Schaad (1888–1948)
- Erich Schauwecker (1881–1938), Senatsvorsitzender
- Erich Schlemann (1897–1962), NSDAP-Mitglied (Nr. 2.021.465) seit 1. Mai 1933
- Franz Schlüter (* 1907), NSDAP-Mitglied (Nr. 5.917.669) seit 1. Mai 1937; nach 1945 Senatspräsident am Bundespatentgericht (1972)[2]
- Hans Schneidenbach (* 1901), NSDAP-Mitglied (Nr. 5.853.281) seit 1. Mai 1937
- Adolf Schreitmüller (1902–1988), nach 1945 Landgerichtsdirektor in Stuttgart bis 1968
- Kurt Schulze (* 1903), Reichsanwalt[3]
- Gerhard Wilhelm Georg Schulze-Weckert (1893–1948), NSDAP-Mitglied (Nr. 2.533.117) seit 1. Mai 1933
- Michael Franz Schwingenschlögl (1898–1977), nach 1945 Landgerichtsrat in Kempten
- Eduard Springmann (* 1893), Senatspräsident, NSDAP-Mitglied (Nr. 2.718.840) seit 1. Mai 1933
- Arthur Stäckel (1888–1966), NSDAP-Mitglied (Nr. 2.894.419) seit 1. Mai 1933
- Martin Stier (Jurist) (1903–1945), NSDAP-Mitglied (Nr. 1.202.415) seit 1. Juni 1932
- August Heinrich Karl Storbeck (1899–1980)
- Gustav Strödter (1909–1982), Ermittlungsrichter; nach 1945 Amtsgerichtsdirektor in Wetzlar bis 1974

### T
- Reinhard Karl Friedrich Taeniges (1893–1972), Volksgerichtsrat
- Otto Georg Thierack (1889–1946), VGH-Präsident 1936–1942, SA-Brigadeführer

### W
- Marno Waller (1896–1963), nach 1945 Rechtsanwalt in Hamburg
- Kurt Weber (1903–1971)
- Otto Weber (Richter) (* 1902), Ermittlungsrichter; nach 1945 Amtsgerichtsrat in Ahrensburg
- Alfred Wettengel (* 1903), Ermittlungsrichter; vor 1945 Landgerichtsrat beim Sondergericht Eger, nach 1945 Amtsgerichtsrat in Heilbronn bis 1964
- Paul Wilbert (1903–1946)
- Ernst Wildberger (* 1900), NSDAP-Mitglied (Nr. 2.275.403) seit 1. Mai 1933; nach 1945 Rechtsanwalt in Fulda
- Friedrich Wolff (1894–1969)

### Z
- Georg Zieger (1897–1966), Volksgerichtsrat; nach 1945 Rechtsanwalt in Hamburg
- Werner Zieger (1904–1977), Volksgerichtsrat
- Georg Zippel (* 1895), NSDAP-Mitglied (Nr. 1.553.525) seit 1. März 1933; nach 1945 Rechtsanwalt in Bonn
- Alfred Zmeck (1899–1971), NSDAP-Mitglied (Nr. 6.885.511) seit 1. November 1938